# Die Reklamation
Die Reklamation ist das erste Album der deutschen Musikgruppe Wir sind Helden und wurde am 7. Juli 2003 veröffentlicht. Unmittelbar nach der Veröffentlichung stieg es auf Platz 6 der deutschen Album-Charts ein und erreichte später Platz 2. Die Reklamation gehört zu den meistverkauften deutschen Alben und erreichte Doppel-Platin. In Österreich erreichte das Album Platz 3 der Charts und in der Schweiz Platz 38.
2004 erschien das Album in einer neuen Version mit rotem Titelbild und einer Bonus-DVD, die es auch separat zu kaufen gab.

## Rezeption
In der Frankfurter Allgemeinen wurde das Album als ein Ausdruck einer Verweigerungshaltung gegen die sonst übliche Selbstausbeutung in der Musikindustrie beschrieben, ohne dass die Texte und die Musik sich hierauf reduzieren ließen. Die Texte der Band seien nicht platte Parolen, sondern durch „pointierte, leicht piksende Konsumkritik“ geprägt.
In Die Zeit wurde das Album als eine „kleine konservative Revolution“ angesehen, bei der Konsumkritik lediglich für eine neue von der Rezession geprägte Generation erneut aufbereitet wurde. Die Musik sei zwar aus bekannten Zutaten (verknappte Gitarren, Revival der Neuen Deutschen Welle, Beat-Schlager, Elektronik und Punk) zusammengesetzt, würde aber dennoch zum Mithören animieren.
Der UniSpiegel beschrieb in einer durchaus positiven Rezension die Musik als „eingängige[n] Knarzrock mit Achtziger-NDW-Einschlag“ mit „schräge[n] sozialkritischromantische[n] Texte[n]“.

## Titelliste
| #  | Titel                                                     | Autor(en)                                                        | Produzent(en) | Länge |
| -- | --------------------------------------------------------- | ---------------------------------------------------------------- | ------------- | ----- |
| 1  | Ist das so?                                               | Judith Holofernes                                                | Patrik Majer  | 3:04  |
| 2  | Rüssel an Schwanz                                         | Judith Holofernes, Mark Tavassol                                 | Patrik Majer  | 4:54  |
| 3  | Guten Tag                                                 | Jean-Michel Tourette, Judith Holofernes, Pola Roy                | Patrik Majer  | 3:35  |
| 4  | Denkmal                                                   | Jean-Michel Tourette, Judith Holofernes, Pola Roy                | Patrik Majer  | 3:18  |
| 5  | Du erkennst mich nicht wieder                             | Judith Holofernes                                                | Patrik Majer  | 4:56  |
| 6  | Die Zeit heilt alle Wunder                                | Jean-Michel Tourette, Judith Holofernes, Mark Tavassol, Pola Roy | Patrik Majer  | 4:09  |
| 7  | Monster                                                   | Jean-Michel Tourette, Judith Holofernes, Mark Tavassol, Pola Roy | Patrik Majer  | 3:48  |
| 8  | Heldenzeit                                                | Jean-Michel Tourette, Judith Holofernes                          | Patrik Majer  | 4:24  |
| 9  | Aurélie                                                   | Judith Holofernes                                                | Patrik Majer  | 3:33  |
| 10 | Müssen nur wollen                                         | Judith Holofernes                                                | Patrik Majer  | 3:35  |
| 11 | Außer dir                                                 | Judith Holofernes                                                | Patrik Majer  | 3:41  |
| 12 | Die Nacht                                                 | Jean-Michel Tourette, Judith Holofernes, Mark Tavassol           | Patrik Majer  | 4:18  |
| 13 | Wir sind’s, Helden (CD-Rom-Dokumentation)                 |                                                                  |               | 41:18 |
|    | DVD                                                       |                                                                  |               |       |
| 1  | Wir sind’s, Helden (Erweiterte Version der Dokumentation) |                                                                  |               | 41:18 |
| 2  | Die Zeit heilt alle Wunder (Kurzfilm)                     |                                                                  |               | 9:43  |
| 3  | Guten Tag (Die Reklamation) (Musikvideo)                  |                                                                  |               | 3:38  |
| 4  | Müssen nur wollen (Musikvideo)                            |                                                                  |               | 4:06  |
| 5  | Aurélie (Musikvideo)                                      |                                                                  |               | 3:26  |
| 6  | Denkmal (Musikvideo)                                      |                                                                  |               | 3:16  |

## Singles
| Jahr | Titel                                             | Höchstplatzierung, Gesamtwochen, AuszeichnungChartplatzierungen (Jahr, Titel, , Platzierungen, Wochen, Auszeichnungen, Anmerkungen) | Höchstplatzierung, Gesamtwochen, AuszeichnungChartplatzierungen (Jahr, Titel, , Platzierungen, Wochen, Auszeichnungen, Anmerkungen) | Anmerkungen                              |
| Jahr | Titel                                             | DE | AT | Anmerkungen                              |
| ---- | ------------------------------------------------- | --- | --- | ---------------------------------------- |
| 2003 | Guten Tag / La Réclamation (französische Version) | DE53 (9 Wo.)DE | — | Erstveröffentlichung: 3. Februar 2003    |
| 2003 | Müssen nur wollen                                 | DE57 (9 Wo.)DE | — | Erstveröffentlichung: 12. Mai 2003       |
| 2003 | Aurélie                                           | DE47 (7 Wo.)DE | — | Erstveröffentlichung: 15. September 2003 |
| 2004 | Denkmal                                           | DE26 (20 Wo.)DE | AT41 (15 Wo.)AT | Erstveröffentlichung: 19. Januar 2004    |

### Guten Tag
1. Guten Tag (Die Reklamation) – 3:36
2. Guten Tag (Ich bin Jean) – 4:22
3. Die Zeit heilt alle Wunder (Homerecording, Extended Aaaaaargh-Version) – 4:45
4. Guten Tag (Video)
5. Guten Tag (Making-of)

### Müssen nur wollen
1. Müssen nur wollen – 3:35
2. Ist das so? (live bei XXL-Subworld) – 4:35
3. Kompass – 3:22
4. CD-Rom (u. a. Musikvideo und Making-of)

### Aurélie
1. Aurélie (die Deutschen flirten sehr subtil) – 3:24
2. Streichelzoo – 3:40
3. Replikanten – 3:19
4. CD-Rom

### Denkmal
1. Denkmal – 3:15
2. Heldenzeit (Live) – 4:42
3. Streichelzoo (Live) – 3:38
4. Du erkennst mich nicht wieder (Live) – 5:12
5. CD-Rom